# Església parroquial de Sant Miquel Arcàngel (l'Alqueria d'Asnar)
L'Església parroquial de Sant Miquel Arcàngel és una església d'interès local ubicada a l'Alqueria d'Asnar, el Comtat. Està situada al carrer Sant Llorenç i l'accés principal és un petit carrer que procedeix de la Plaça de Miguel Hernández.

## Història
Va ser construïda a iniciativa de Francisco Aznar, senyor de la vila, entre 1570 i 1580. La cúpula del campanar es considera modernista i s'atribueix a un deixeble d'Antoni Gaudí.
Un escrit de mitjans del segle xix indicava que l'església estava dedicada a Sant Miquel Arcàngel, al costat de l'Alcúdia de Concentaina, i que s'hi deia missa els dies festius i s'administraven sagraments quan convenia.
Un document del 1913 de la diòcesi de València indica que a les proximitats hi havia 260 habitants. Per altra banda, el 1922 es va escriure que l'indret tenia 334 habitants i que en pertanyia el Mas dels Capellans en les seves proximitats.